# Христо Кожухаров
Христо Иванов Кожухаров е български юрист и политик от Националлибералната партия. Кмет на Стара Загора в периода май 1899 – януари 1900 г.

## Биография
Роден е през 1860 година в село Стрелча. Първоначално завършва основното образование в Панагюрище, а след това заминава за Одеса, където учи средно, а после и висше юридическо образование. Участва в Руско-турската война от 1877 – 1878 г. В отделни периоди работи като съдия в Радомир, Плевен и Чирпан и адвокат в Стара Загора. Избран е за кмет през 1899 г. и продължава благоустрояването на града, започнато от предишните кметове. Главен виновник в града да се засадят липовите дръвчета и за направата на Градската и Станционната градини. Инициатор е за създаването на сиропиталището „Добрия самарянин“. Като училищен настоятел, за какъвто е избиран няколко мандата, е инициатор за създаването на училищни фондови земи и имоти на концесионни начала, които дават доходи на настоятелството. В града той въвежда конкурсните изпити и назначаване на учители по способности. Цял живот работи за обществото. Умира през 1933 г.